# Bartholin Peak
Bartholin Peak är en bergstopp i Antarktis. Den ligger i Västantarktis. Argentina, Chile och Storbritannien gör anspråk på området. Toppen på Bartholin Peak är 1 065 meter över havet, eller 602 meter över den omgivande terrängen. Bredden vid basen är 5,7 km.
Terrängen runt Bartholin Peak är kuperad västerut, men österut är den bergig. Trakten är obefolkad. Det finns inga samhällen i närheten.